# نمایش بیش از حد
نمایش بیش از حد (به انگلیسی: Overexposed) چهارمین آلبوم گروه امریکایی مارون ۵ است. آلبوم در سال‌های ۲۰۱۱ و ۲۰۱۲ و در پی موفقیت سومین آلبومشان با نام سراسر دست (۲۰۱۰) در لوس آنجلس، کالیفرنیا ضبط شد و در ۲۶ ژوئن ۲۰۱۲ در امریکا انتشار یافت.
این آلبوم در چارت آلبوم‌های انگلستان با فروش ۳۸٬۰۰۰ نسخه در مقام دوم قرار گرفت. همچنین با فروش ۱۷٬۸۰۰ نسخه در چارت آلبوم‌های کانادا به جایگاه سوم دست یافت.در نهایت فروش کلی جهانی این آلبوم به معادل ۱٬۰۵۰٬۰۰۰ نسخه رسید.

## نقدها
| بررسی انتقادی   | بررسی انتقادی |
| منبع            | رتبه‌بندی      |
| --------------- | ------------- |
| متاکریتیک       | (۵۴/۱۰۰)      |
| آل‌میوزیک        | 3/5 ستاره     |
| آرتیست دیرکت    | 5/5 ستاره     |
| بی بی سی میوزیک | (mixed)       |
| دیجیتال اسپای   | 3/5 ستاره     |
| انترتیمنت ویکلی | (C+)          |
| د گاردین        | 3/5 ستاره     |
| هرالد سان       | 3/5 ستاره     |
| د ایندپندنت     | 2/5 ستاره     |
| رولینگ استون    | 3.5/5 ستاره   |
| واشنگتن پست     | (mixed)       |

"نمایش بیش از حد" نظرات مختلفی و بیشتر منفی از جوامع موسیقی گرفت. در متاکریتیک که نظریات خود را با دادن امتیاز از ۱۰۰ نمره بیان می‌کنند، آلبوم با 11 نظر میانگین امتیاز ۵۴ را دریافت کرد که به منزله ارزشیابی متوسط و ضعیف است. ریک فلورینو از آرتیست دیرکت به آلبوم از ۵ ستاره ۵ داد. راب شفیلد از مجله رولینگ استون ۳.۵ ستاره (از ۵ ستاره) به "نمایش بیش از حد" داد و نوشت: « تا کنون این بهترین آلبومی است که مارون ۵ تولید کرده.» جو دی آندره از ابسلوت پانک نیز موافق این نظر بود همچنین باور داشت «نویسندگان کمکی باعث شد تا گروه به قله های نوآوری خود برسند و بهترین آلبوم خود را تولید کنند.» استفان توماس ارلوین از آل میوزیک از ۵ ستاره ۳ ستاره داد.
از نظریات منفی دیگر می‌توان به آدام مارکویتز از اینترتینمنت ویکلی اشاره کرد: «در چنین آلبومی که توازنی بین راک و دنس-پاپ پیدا نمی‌شود، مارون ۵ به زحمت یک گروه و بند به نظر می رسند.» رابرت کاپسی از دیجیتال اسپای اضافه می‌کند: «همانطور که از اسم آلبوم پیداست، مارون ۵ به طور خطرناکی نزدیک به انجام گناه بزرگی در برابر موسقی پاپ هست.» سایمون پرایز از مجلهٔ ایندیپندنت به آلبوم تنها ۲ ستاره از ۵ ستاره داد و گفت: «تمام آهنگ‌ها جوری به نظر می رسید که انگار برای گروهی از آدمایی نوشته شده که می خواهند در یک شوی استعداد یابی جایی پیدا کنند.»

## فهرست آهنگ‌ها
| شماره      | نام                                               | نویسنده(ها)                                                       | تهیه‌کنندگان                           | مدت   |
| ---------- | ------------------------------------------------- | ----------------------------------------------------------------- | ------------------------------------- | ----- |
| ۱.         | «یک شب دیگر (One More Night)»                     | آدام لوین، شل بک، ساون کوتچا، مکس مارتین                          | مکس مارتین، شل بک                     | ۳:۳۹  |
| ۲.         | «تلفن پولی (Payphone)» (به همراهی ویز خلیفه)      | آدام لوین، بنجامین لوین، عمار مالک، دن املیو، شل بک، کامرون توماز | شل بک ، بنی بلانکو                    | ۳:۵۱  |
| ۳.         | «روز روشن (Daylight)»                             | لوین، مانسون"ام دی ال" لوی،سم "سم" مارتین، مارتین                 | لوین، مارتین، ام دی ال                | ۳:۴۵  |
| ۴.         | «اصابت خوش شانسی (Lucky Strike)»                  | لوین، رایان تدر، نویل زنسانلا                                     | رایان تدر، نویل زنسانلا               | ۳:۰۵  |
| ۵.         | «مردی که هرگز دروغ نگفت (The Man Who Never Lied)» | لوین، برایان "سوییت وستی" وست، ماریوس موگا                        | نوآ "میل باکس" پسووی،لوین، سوییت وستی | ۳:۲۵  |
| ۶.         | «کسی را دوست داشتن (Love Somebody)»               | لوین، تدر، زنسانلا، ناتانیل موته                                  | تدر، زنسانلا                          | ۳:۴۹  |
| ۷.         | «خانم کـُش (Ladykiller)»                           | جیمز والنتین، مایکل مدن، لوین                                     | والنتین، میل باکس، فرار               | ۲:۴۴  |
| ۸.         | «پیشگو (Fortune Teller)»                          | ولنتیان، مدن، لوین                                                | والنتین، میل باکس، فرار               | ۳:۲۳  |
| ۹.         | «ناراحت (Sad)»                                    | لوین، والنتین                                                     | میل باکس، لوین، ولنتیان               | ۳:۱۴  |
| ۱۰.        | «بلیت ها (Tickets)»                               | والنتین، مدن،لوین                                                 | میل باکس، فرار                        | ۳:۲۹  |
| ۱۱.        | «کثیف کاری (Doin' Dirt)»                          | لوین، شل بک                                                       | شل بک                                 | ۳:۳۱  |
| ۱۲.        | «خداحافظی زیبا (Beautiful Goodbye)»               | لوین، لوین، مالک                                                  | بلانکو، دی جی کیریاکیدس، متیو رپولد   | ۴:۱۵  |
| مجموع مدت: | مجموع مدت:                                        | مجموع مدت:                                                        | مجموع مدت:                            | ۴۲:۱۹ |

| آهنگ جایزه در ویرایش برزیل، انگلیس و هلند | آهنگ جایزه در ویرایش برزیل، انگلیس و هلند                                  | آهنگ جایزه در ویرایش برزیل، انگلیس و هلند | آهنگ جایزه در ویرایش برزیل، انگلیس و هلند | آهنگ جایزه در ویرایش برزیل، انگلیس و هلند |
| شماره                                     | نام                                                                        | نویسنده(ها)                               | تهیه کنندگان                              | مدت                                       |
| ----------------------------------------- | -------------------------------------------------------------------------- | ----------------------------------------- | ----------------------------------------- | ----------------------------------------- |
| ۱۳.                                       | «حرکات شبیه به رقاص (Moves Like Jagger)» (ضبط شده در استدیو وویس پرفورمنس) | لوین، لوین، مالک، شل بک                   | شل بک، بلانکو                             | ۳:۲۱                                      |

| آهنگ‌های جایزه در ویرایش لوکس | آهنگ‌های جایزه در ویرایش لوکس        | آهنگ‌های جایزه در ویرایش لوکس                                                         | آهنگ‌های جایزه در ویرایش لوکس | آهنگ‌های جایزه در ویرایش لوکس |
| شماره                        | نام                                 | نویسنده(ها)                                                                          | تهیه کنندگان                 | مدت                          |
| ---------------------------- | ----------------------------------- | ------------------------------------------------------------------------------------ | ---------------------------- | ---------------------------- |
| ۱۳.                          | «چشمانت را پاک کن (Wipe Your Eyes)» | لوین، جاناتان روتم، راس گولان، سانجیت سینگ کانگ، دیمن آلبارن، مریم دمبیا، مارک مورئا | روتم، شاون کانگ              | ۳:۳۴                         |
| ۱۴.                          | «سال های حرام شده (Wasted Years)»   | لوین، ریچارد پنیمان                                                                  | سم سپیگل، سم فرار            | ۳:۳۳                         |
| ۱۵.                          | «بوسه (Kiss)»                       | پرینس                                                                                | مارون ۵، میل باکس            | ۷:۰۰                         |

## رتبه ها و گواهی ها

### رتبه ها
| چارت (۲۰۱۲)                 | بهترین رتبه |
| --------------------------- | ----------- |
| چارت آلبوم‌های استرالیا      | ۴           |
| چارت آلبوم‌های اتریش         | ۷           |
| چارت آلبوم‌های انگلستان      | ۲           |
| چارت آلبوم‌های بلژیک(فنلاند) | ۱۸          |
| چارت آلبوم‌های بلژیک(والونی) | ۱۶          |
| چارت آلبوم‌های دانمارک       | ۴           |
| چارت آلبوم‌های کانادا        | ۳           |
| چارت آلبوم‌های هلندی         | ۳           |
| چارت آلبوم‌های فنلاند        | ۲۸          |
| چارت آلبوم‌های فرانسه        | ۵           |
| چارت آلبوم‌های آلمان         | ۴           |
| چارت آلبوم‌های مجارستان      | ۲۳          |
| چارت آلبوم‌های ایرلند        | ۳           |
| چارت آلبوم‌های ژاپن          | ۵           |
| چارت آلبوم‌های مکزیک         | ۳           |
| چارت آلبوم‌های نیوزلند       | ۳           |
| چارت آلبوم‌های نروژ          | ۶           |
| چارت آلبوم‌های لهستان        | ۴۲          |
| چارت آلبوم‌های پرتغال        | ۵           |
| چارت آلبوم‌های روسیه         | ۱۹          |
| چارت آلبوم‌های اسکاتلند      | ۱           |
| چارت آلبوم‌های کره جنوبی     | ۴           |
| چارت آلبوم‌های اسپانیا       | ۵           |
| چارت آلبوم‌های سوئد          | ۳۳          |
| چارت آلبوم‌های سوییس         | ۷           |
| بیلبورد ۲۰۰ آمریکا          | ۲           |

| کشور          | گواهی  |
| ------------- | ------ |
| کانادا(CRIA)  | پلاتین |
| فرانسه(SNEP)  | طلا    |
| ژاپن(RIAJ)    | طلا    |
| انگلستان(BPI) | طلا    |
| آمریکا(RIAA)  | پلاتین |